# 1193 Africa
1193 Africa (1931 HB) là một tiểu hành tinh vành đai chính được phát hiện ngày 24 tháng 4 năm 1931 bởi Cyril V. Jackson ở Đài thiên văn Union ở Johannesburg.